# Doktor roman
Doktor roman (tudi dr.-roman ali doktorski roman) je oznaka za daljšo popularno oz. žanrsko pripovedno prozo z dogajanjem v zdravniškem okolju.

## Razvoj
Prvi doktor romani so nastali v 19. stoletju, razcvet pa so doživeli v prvi polovici 20. stoletja. Avtorji so bili po poklicu zdravniki, ki so v svojih delih uporabili in predelali lastna doživetja.
Utemeljitelj žanra je bil škotski zdravnik in pisatelj A. J. Cronin, ki je leta 1937 izdal delo Citadela (COBISS), kjer je tematiziral medicinsko etiko in kritiziral britanski zdravstveni sistem. Roman je vključeval družbeno kritiko, zaradi karakterne rasti glavne literarne osebe je imel značilnosti razvojnega romana, v ospredje pa je postavil ljubezensko zgodbo, ki je kasneje postala tipičen element doktorskega romana. V 30. letih je bila Citadela mednarodna uspešnica in ena najbolj vplivnih knjig v Združenem kraljestvu.
Doktor romani so od 2. svetovne vojne pomemben žanr znotraj trivialne literature in imajo shematizirano vsebino in obliko.

## Oznaka
Doktor romani so eden od žanrskih tipov ljubezenskega romana. Prodajali so se po trafikah v tedensko izdajanih zvezkih. Prvotno so izhajali v formatu A5 in obsegali največ 64 strani, danes pa zavzemajo več strani in izhajajo v žepnih izdajah.
Značilnosti doktor romanov se se razširile v filme in televizijske nadaljevanke postavljene v zdravniško okolje. Take nadaljevanke so na primer Schwarzwaldska klinika, Klinika pod palmami, Urgenca, Zdravnikova vest, Doktor Martin in podobne.

## Vsebina
Doktor romani tematizirajo intimno življenje ljudi v zdravstvenih ustanovah. Osrednji liki so zdravniki in drugo zdravniško osebje, pogosti so tudi umetniški poklici. Vsem je skupen delaven ritem, saj morajo biti ves čas dosegljivi. Kadar je glavni lik moški je ta zdravnik in sicer porodničar, pediater, kirurg ali zaposlen na urgenci. Ženski glavni liki so bodisi zdravnice bodisi medicinske sestre. Zdravniki so označeni kot spretni, lepi in postavni, medicinske sestre pa kot marljive in skrbne.
Dogajalni prostor so ambulanta splošnega zdravnika, bolnišnica, urgentni in porodničarski oddelek ter okolje reševalnih ekip na terenu.
Motivi so ljubezenski trikotnik med zdravniškim osebjem, družinski spor, ločitev, zaroka, poroka, nosečnost, prešuštvo in rivalstvo med zdravniki. Zdravniki izvajajo zapletene operacije in se borijo za bolnike medtem ko so njihovi nasprotniki ljubosumni zdravniški kolegi, včasih celo družinski partnerji. Zdravniki so razpeti med delom in domom. Ta prepad je premostljiv, če je po vmes ljubezen. Najpogostejše ljubezenske zveze so med zdravniki in medicinskimi sestrami. V dilemi med poklicem in otrokom se ženski glavni liki vedno odločijo za slednje. Zaplete rešujeta prometna nesreča ali bolezen.
Predstavljeni svet je črno-bel in poudarja pozitivne vrednote kot so družina, ljubezen, zdravje, nežnost, pravica, dobro, nagrada itd. Po številnih ljubezenskih ali erotičnih zapletih in avanturah se doktor romani končajo srečno.

## Slog
Doktor romani kopičijo pridevnike, da bi z njimi karakterizirali literarne osebe. Po najpreprostejši shemi operirajo s štirimi liki: dobrim junakom, njegovim zlim nasprotnikom, dobro žensko in njeno zlo nasprotnico. Dobra ženska je označena kot privlačna, čedna, pametna in omikana, medtem ko je njena zla nasprotnica surova, sebična, na meji dostojnosti, težavna in brezsrčna. Dober moški je vitek, brezmejno pošten, ljubezniv, čustven in kulturen, zli nasprotnik pa lep, vznemirljiv in eleganten. Pomembni retorični figuri sta še primerjava ali komparacija in metafora.

## Vpliv na bralstvo
Bralstvo v več kot 90 odstotkih sestavljajo ženske, večinoma z najnižjo stopnjo izobrazbe. Doktor romani omogočajo beg v alternativni svet, pri čemer se bralci  identificirajo z zdravniki, ki obvladajo še tako zapletene situacije. Ker doktor romani predstavljajo alternativni svet, so implicitna kritika vsakdanjega življenja, iz katerega so izginile vrednote, ki jih poudarjajo: ljubezen, zdravje, nežnost, pravica in dobro.
Doktor romani podobno kot druga trivialna literatura zanemarjajo socialne vzroke konfliktov med ljudmi in vse utemeljujejo le z značaji, s čimer predstavljajo izkrivljeno sliko realnosti. Doktor romanom se kot delu trivialne literature zato očita konformistična oz. ideološka obremenjenost.

## Romani iz zdravniškega okolja v slovenščini
Revijalno-založniška hiša Delo Revije v zbirki Dr. roman od leta 1974 izdaja doktor romane. V začetku so izhajali tedensko v nakladi približno 35 tisoč izvodov.
Nekaj tujih romanov iz zdravniškega okolja prevedenih v slovenščino:
- Christian Barnard: Nezaželeni
- Archibald Joseph Cronin: Citadela
- Marie Louise Fischer: Beli hodniki (cikel)
- Richard Gordon: Lepotni kirurg
- Hans Kades: Lažnivi zdravnik
- Heinz Günther Konsalik: Klinika upanja
- Frank Gill Slaughter: Kirurg dr. Carter
- André Soubiran: Ljudje v belem
- Več avtorjev: Klinika dr. Bergerja (cikel)

## Slovenski pisci romanov iz zdravniškega okolja
Za predhodnico današnjega doktor romana veljajo povesti Pavline Pajkove, ki je svoja dogajanja večkrat razpletla v zdraviliških krajih.
Romani iz zdravniškega okolja:
- Nada Gaborovič: Dva svetova: roman zdravnika, 2001.
- Janko Kač: Med padarji in zdravniki, 1932.
- Ivan Pregelj: Zgodbe zdravnika Muznika, 1923.
- Janz Vipotnik: Doktor, 1987.
- Ruža Vreg: Podeželska zdravnica, 1984.
- Ruža Vreg: Proti svoji volji, 1990.